# Mura-menti Tájvédelmi Körzet
A Mura-menti Tájvédelmi Körzet területe 1904 hektár. A tájvédelmi körzet a Balaton-felvidéki Nemzeti Park Igazgatóság alá tartozik.

## Fekvése
A Zala vármegye délnyugati szegélyén kanyargó Mura folyó a Kerka torkolatától a Drávába ömléséig alkot határzónát Magyarország és Horvátország között. Az országhatár és a Zalai-dombvidék markáns délnyugati pereme között elhelyezkedő terület a Mura mente. Az osztrák-szlovén-magyar Mura folyó magyar szakasza egyik legújabb tájvédelmi körzetünk, mely a Dráváéval együtt Európa egyedülálló természetes ártere, ahol a folyók maguk alakíthatják szabadon kanyargó medrüket, zátonyokat, szigeteket építve, partokat omlasztva, holtágakat leválasztva, éltetve a tájat. Az így kialakult értékes élőhelyek viszonylag természetes állapotban maradtak meg, mivel a határsáv közel ötven éven át katonailag elzárt terület volt.

## Jellemzői
Az ezredforduló után elsőként, 2007-ben hozta létre e tájvédelmi körzetet a környezetvédelmi és vízügyi miniszter 10/2007. (III.30.) KvVM rendelete.
A magyarországi Mura-völgy geológiailag is jól elkülöníthető két szakaszra oszlik: egy felső szakaszra Muraszemenye és Letenye között, és egy alsó szakaszra Letenye és Murakeresztúr között, ahol a folyó már eltávolodik a domboktól, ártere kiszélesedik és jellegzetes teraszokat alkot. Alapkőzetét kavicshordalék alkotja, melyet az ős-Mura halmozott fel medrében. A folyó szinte minden nagyobb árvíz után megváltoztatja medrét, völgyében alig van olyan hely, ami valaha ne Mura-meder lett volna. A kavicshordalékon változó vastagságú, tömött szerkezetű öntéstalajok alakultak ki, melyek minden fő típusa megtalálható itt.

## Növény- és állatvilág

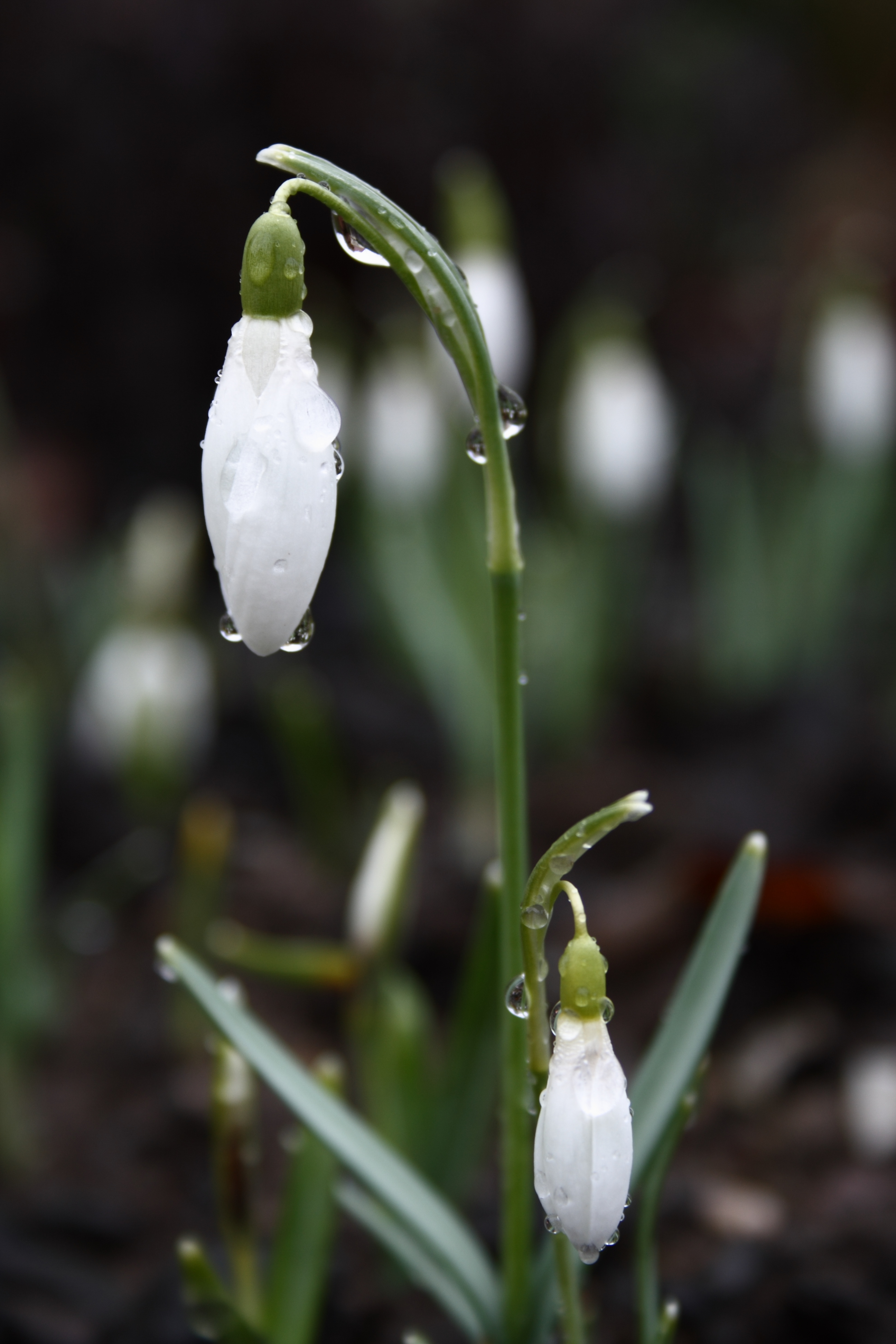
Hóvirág

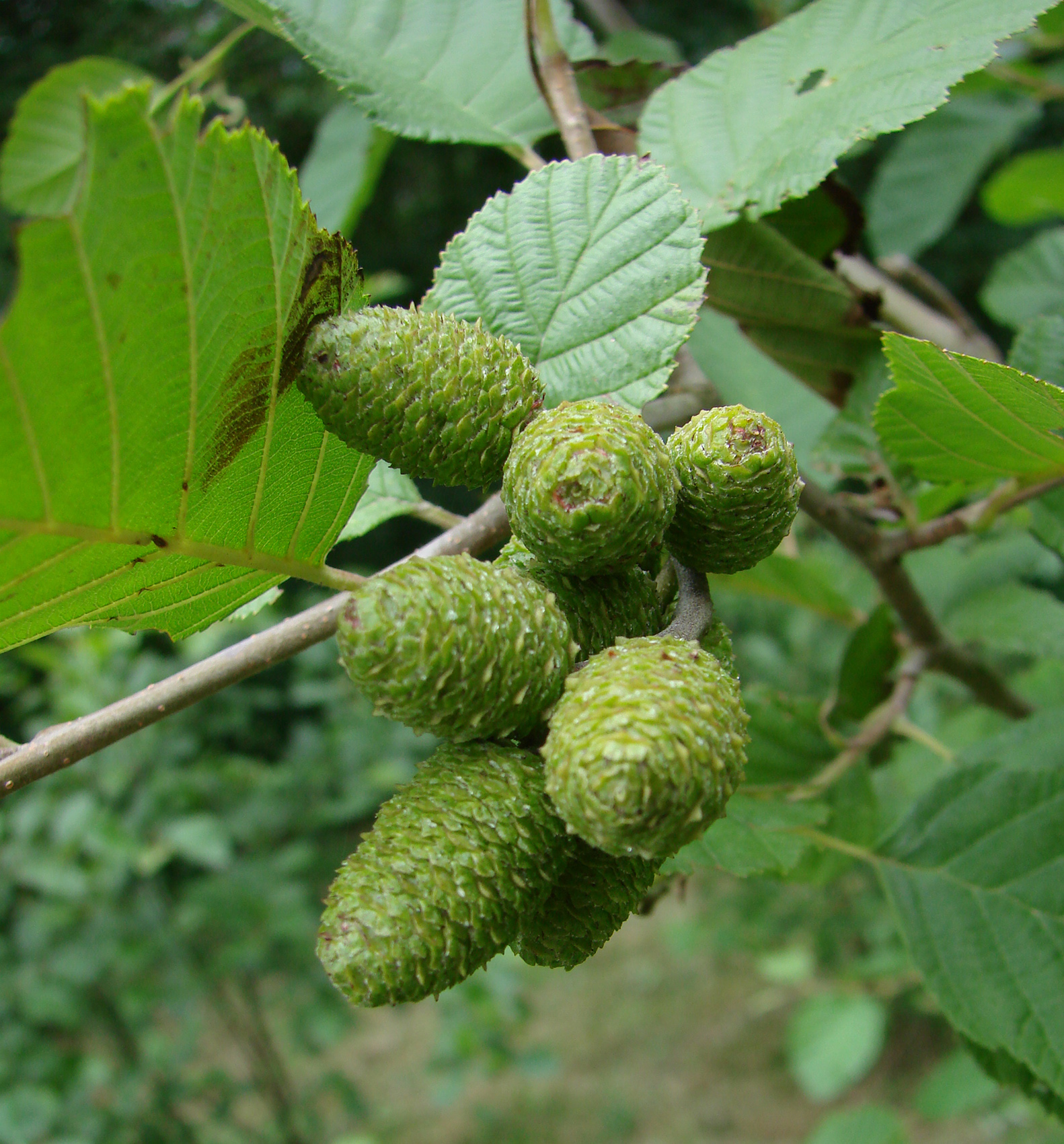
Magyar kőris

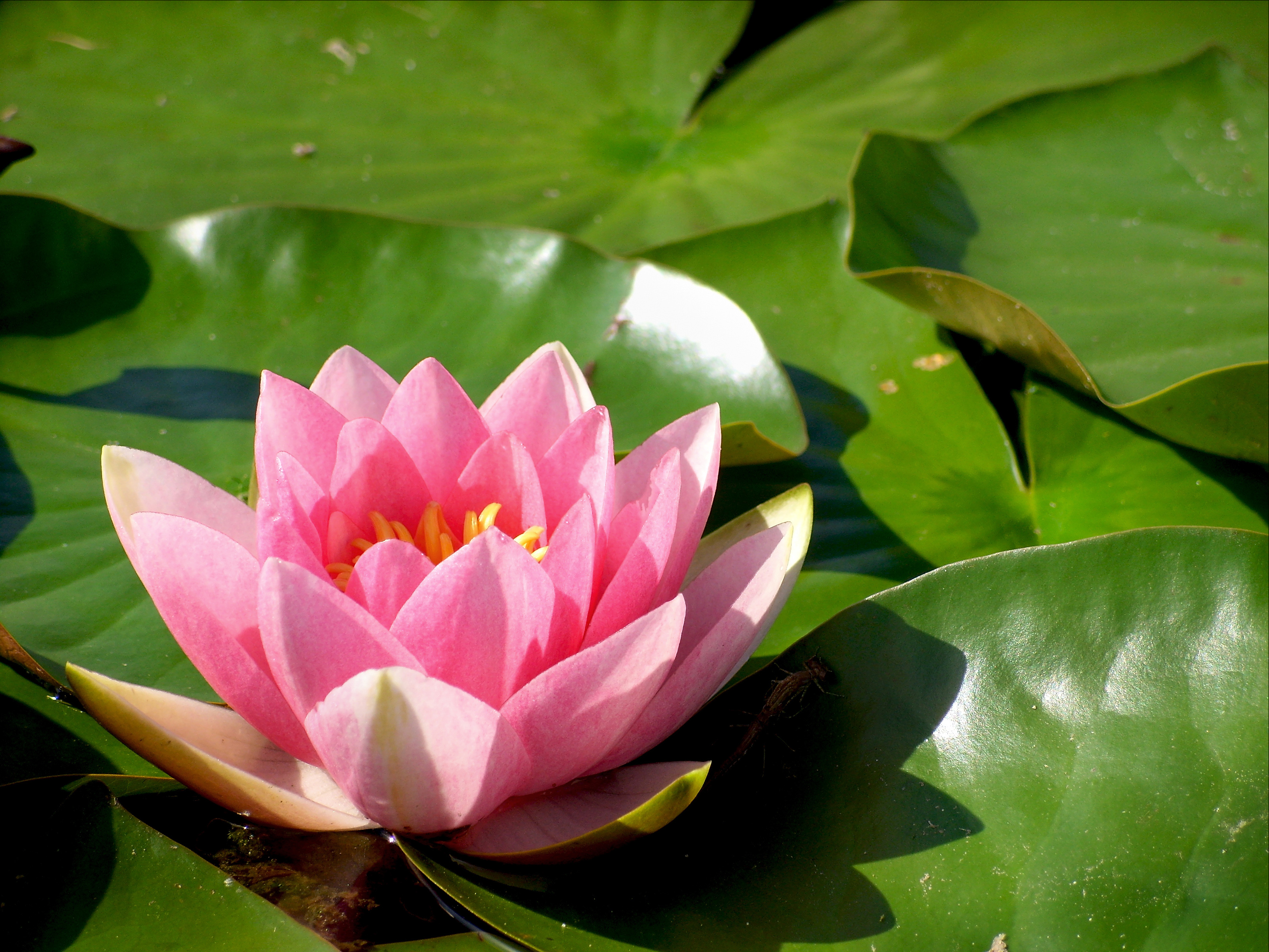
Tündérrózsa

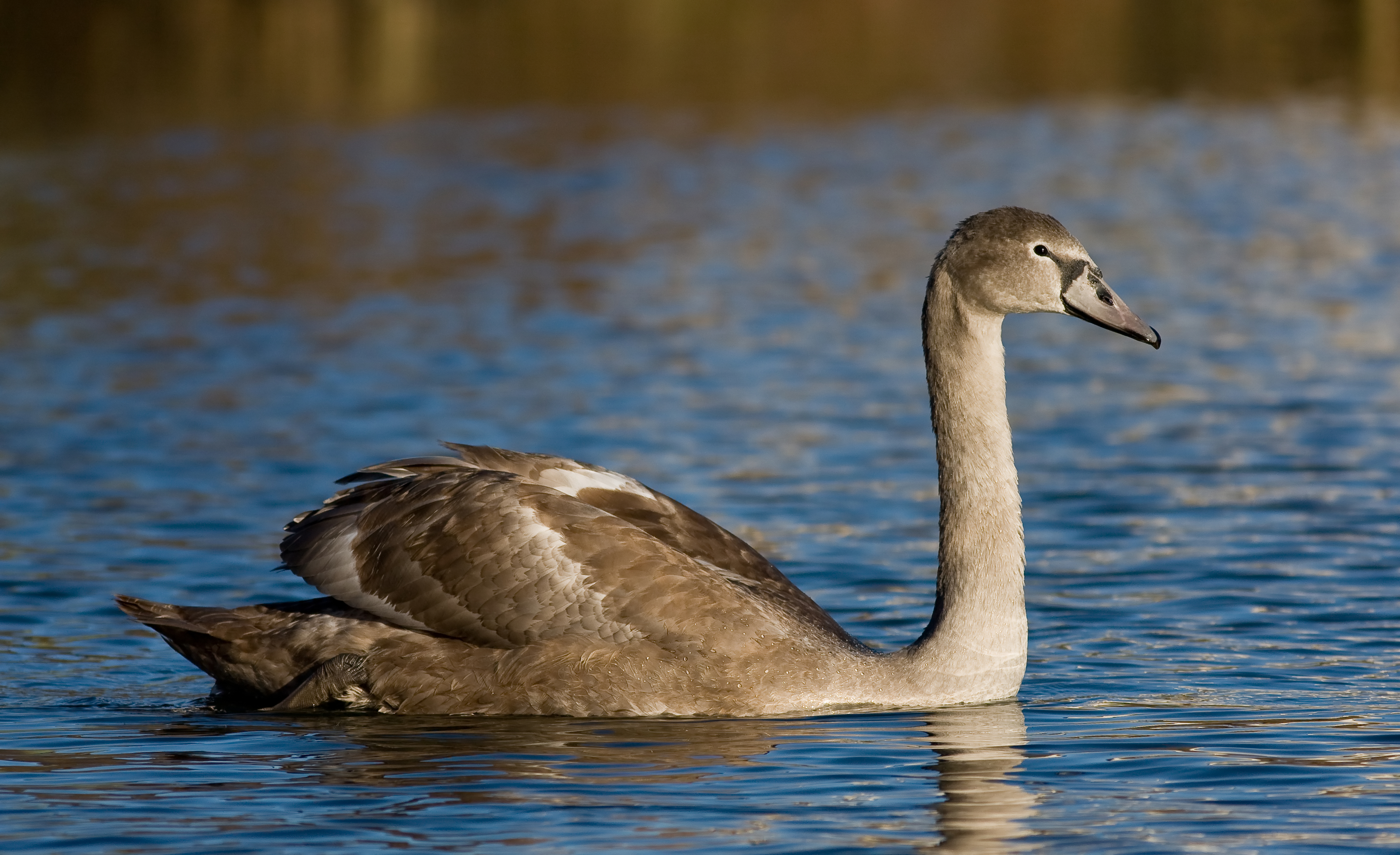
Bütykös hattyú

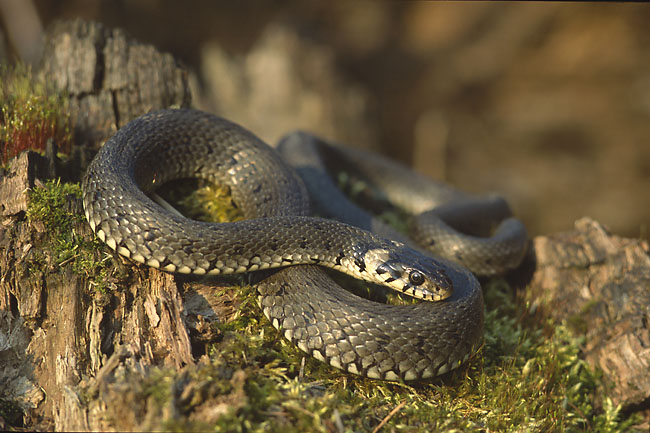
Vízisikló

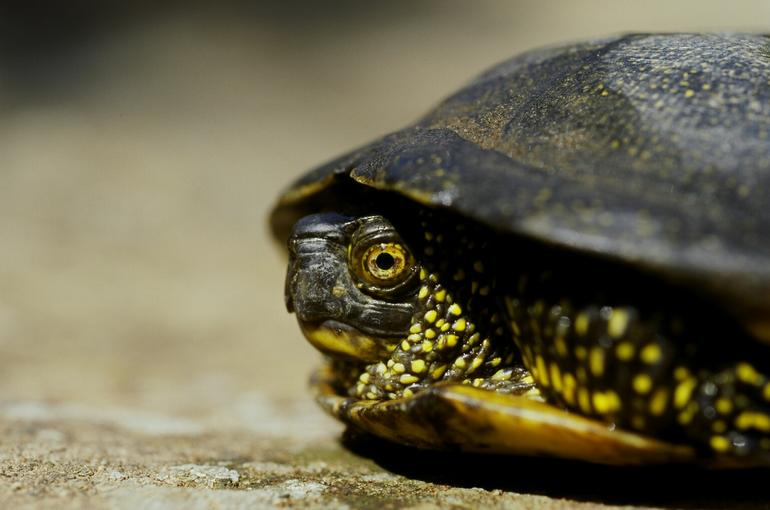
Mocsári teknős

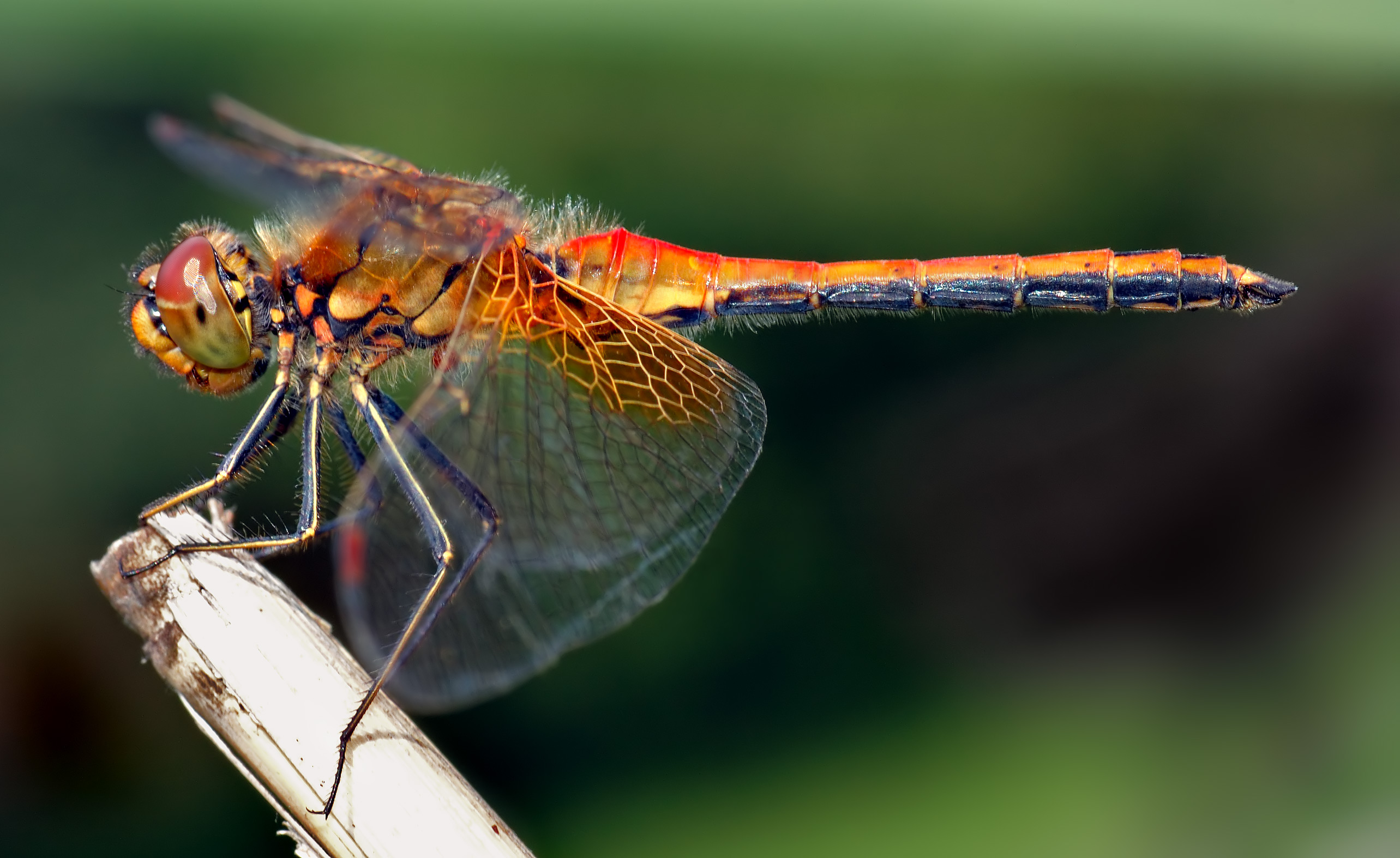
Szitakötő

A Mura kis vízjátéka és medrének folyamatos vándorlása miatt a folyómenti ártéri vegetáció klasszikus zonációja kevésbé markáns, mint nagyobb folyóinknál. A medertől távolodva az egyes növénytársulások sávjai keskenyek vagy a mozaikszerű talajviszonyok miatt fel sem fedezhetők. A kanyarok belső, épített oldalán kialakult, vízfelszín fölé került kavicszátonyok rövid ideig maradnak növényborítás nélkül, szinte azonnal beerdősülnek a víz által szállított magokból. Közvetlenül a meder szélén keskeny sávban iszapnövényzet (szittyók, széleslevelű gyékény) alakult ki, de ez sok helyen hiányzik. A folyóhordalékon, zátonyokon, nagyobb holtágak peremén, de néhol még a kavicsbányatavak mellett is feltűnnek a bokorfüzesek. Ezek kötődnek legjobban az árhullám és a vízszintváltozás okozta folyamatok alakulásához. Legértékesebb pionír fajuk a parti fűz. Az ártéren a legnagyobb területeket lefedő társulások a puhafás ligeterdők. A parton kora tavasszal virágzik a hóvirág és a ligeti csillagvirág. Májusban-júniusban elszórtan, kisebb foltjait láthatjuk a nyári tőzikének. A patakok és egyes holtágak partján égerligeteket, a mélyebben fekvő, pangóvizes területeken égerlápokat találunk. Jellemző védett növényük a szálkás pajzsika, jelen van a hamvas éger is, magját valószínűleg a folyó felsőbb vidékéről hozta a víz. Az ártér magasabb fekvésű helyein keményfás ligeterdők találhatók, jellegzetesen magyar kőrissel. Életterük sajnos visszaszorult, mivel az árvízvédelmi töltések megépülésével az árvizek szintje megemelkedett. Értékes állományaikban virágzik a széleslevelű nőszőfű. A domboldalakon hatalmas, egybefüggő területeket borítanak az illír bükkösök, jellemző lágyszárú fajaik a zalai bükköny, a farkasboroszlán, a turbánliliom és a pirítógyökér.
A Mura ártere azon szerencsés területek közé tartozik, ahol nem történt meg a természetes és természetszerű erdők lecserélése nemesnyár ültetvényekkel, az erdőállományt a mai napig túlnyomórészt a termőhelynek megfelelő, őshonos fafajok alkotják. A folyókanyarulatok lefűződéséből kialakult holtágak a feltöltődési folyamat különböző fokán állnak, különösen fontos élőhelyeket képviselnek. A rögzült hínár társulásokban sokfelé díszlik a fehér tündérrózsa és a sulyom, a lebegő hínár védett növénye a rucaöröm. A megmaradt mocsárréteken és kaszálóréteken mai is jelen van a hússzínű ujjaskosbor és a szibériai nőszirom.
A gerinctelen állatok közül a szitakötők állománya a legjobban feltárt. A holtágakban két ritka fajuk él, a tócsa- és a piros szitakötő. A gyakoribb lepkefajokon kívül előkerült a magyar színjátszólepke is. A bogarak fajösszetétele kevésbé ismert, de él itt egy hazánkban eltűnőben lévő védett futóbogár, a szárnyas futrinka. A Murában és vízrendszerében több mint 50 halfajt mutattak ki, ebből 13 faj védett, 6 endemikus. A felpillantó küllő 3 hazai hazai lelőhelye közül egyik a Mura. A lápi póc a holtágakban él a kárásszal, a compóval és a réti csíkkal azonos élőhelyen. A csíkok többi 3 faja az élővízben él, mint az áramláskedvelő magyar bucó, leánykoncér és selymes durbincs. A hüllők közül a mocsári teknőst megfigyelhetjük a holtágakban, a vízisiklóval mindenfelé találkozhatunk. A madárvilág a vonulási időszak kivételével viszonylag szegény, viszont annál jelentősebb szerepet tölt be a költöző madarak számára ősszel és tavasszal. Mielőtt elhagynák az országot, a szürke gémek és nagy kócsagok csapatokban gyülekeznek a kavicsbányatavaknál és holtágaknál. A fekete gólya az ártéri erdők legháborítatlanabb foltjaiban költ. A rétisas egész évben jelen van. A holtágakon kis vöcskök, vízityúkok költenek, de helyenként egy-egy pár bütykös hattyú is megfigyelhető. Megfigyelhetjük a vidra nyomait, és a hód is az elmúlt évtizedben jelent meg a területen.

## Külső hivatkozások
- A Balaton-felvidéki Nemzeti Park honlapja
- A Balaton-felvidéki Nemzeti Park honlapja - A Mura-menti Tk leírása
- Kerka-völgye